# 10 Leonis
Désignations
10 Leonis (en abrégé 10 Leo) est une étoile binaire de la constellation zodiacale du Lion. Elle est située à neuf degrés au sud-ouest de Régulus, vers la limite avec les constellation du Cancer, de l'Hydre et du Sextant et elle est visible à l'œil nu avec une magnitude apparente de 5,00. D'après la mesure de sa parallaxe annuelle par le satellite Gaia, le système est distant d'environ ∼ 252 a.l. (∼ 77,3 pc) de la Terre. Il s'éloigne du Système solaire à une vitesse radiale de +20,0 km/s.

## Propriétés
10 Leonis est une binaire spectroscopique à raies simples avec une période orbitale de 2 834 jours (7,76 ans) et avec une excentricité de 0,32. Sa nature d'étoile binaire a été mise en évidence pour la première fois en 1922 par W. W. Campbell à l'observatoire Lick. La composante visible est une géante rouge de type spectral K1III. C'est une géante du red clump, ce qui indique qu'elle génère son énergie par la fusion de l'hélium dans son noyau. Une étude détaillée de son spectre dans l'infrarouge proche a permis de détecter 29 éléments chimiques ainsi que huit molécules différentes, les espèces moléculaires dominant le spectre. L'étoile est estimée être 1,65 fois plus massive que le Soleil et être âgée de 3,41 milliards d'années. Son rayon est environ 13,6 fois plus grand que le rayon solaire, elle est 66 fois plus lumineuse que le Soleil et sa température de surface est de 4 725 K.

## Nomenclature
L'étoile possède une double désignation de Flamsteed correspondant aux constellations du Lion et du Sextant, soit 10 Leonis et 1 Sextantis, probablement en raison de sa position en limite de ces constellations. Elle est également désignée HR 3827 dans le Bright Star Catalogue ainsi que HD 83240 dans le catalogue Henry Draper